# Amerikaans-Samoa op de Olympische Zomerspelen 2024
Amerikaans Samoa nam deel aan de Olympische Zomerspelen 2024 in Parijs.

## Aantal deelnemers
Hieronder volgt een overzicht van de atleten die zich kwalificeerden voor de Olympische Zomerspelen van 2024.
| Sport    | Mannen | Vrouwen | Totaal |
| -------- | ------ | ------- | ------ |
| Atletiek | 0      | 1       | 1      |
| Zwemmen  | 1      | 0       | 1      |
| Totaal   | 1      | 1       | 2      |

## Deelnemers en resultaten

### Atletiek

#### Loopnummers
Vrouwen
| atlete                 | onderdeel | voorronde | voorronde | series         | series         | herkansingen | herkansingen | halve finale   | halve finale   | finale         | finale         |
| atlete                 | onderdeel | tijd      | rang      | tijd           | rang           | tijd         | rang         | tijd           | rang           | tijd           | rang           |
| ---------------------- | --------- | --------- | --------- | -------------- | -------------- | ------------ | ------------ | -------------- | -------------- | -------------- | -------------- |
| Filomenaleonisa Iakopo | 100 m     | 12,78 NR  | 8         | niet geplaatst | niet geplaatst | n.v.t.       | n.v.t.       | niet geplaatst | niet geplaatst | niet geplaatst | niet geplaatst |

### Zwemmen
Mannen
| atleet      | onderdeel        | series  | series | halve finale   | halve finale   | finale         | finale         |
| atleet      | onderdeel        | tijd    | rang   | tijd           | rang           | tijd           | rang           |
| ----------- | ---------------- | ------- | ------ | -------------- | -------------- | -------------- | -------------- |
| Micah Masei | 100 m schoolslag | 1.05,95 | 34     | niet geplaatst | niet geplaatst | niet geplaatst | niet geplaatst |